# Pâturin annuel
Poa annua
Espèce
Classification phylogénétique
Statut de conservation UICN

 LC  : Préoccupation mineure
Le pâturin annuel (Poa annua L.) est une espèce de plantes à fleurs monocotylédones de la famille des Poaceae (sous-famille des Pooideae, tribu des Poeae). 
C'est une plante herbacée annuelle, de petite taille (généralement moins de 20 cm de haut), poussant en touffes denses.
Très commune, elle est généralement considérée comme adventice. Sa tolérance au piétinement et à la sécheresse lui permet de s’infiltrer dans tous les interstices urbains, même les plus goudronnés.

## Nomenclature et étymologie
L’espèce a été décrite et nommée Poa annua par Linné en 1753 dans Species Plantarum 1: 68.
Le nom de genre Poa est un phytonyme de latin savant emprunté au grec ancien πόα póa « herbe ».
L’épithète spécifique annua est le féminin singulier du latin annuo « annuel » dérivé de annus « année ».

## Synonymes
Selon POWO, le nom valide Poa annua a 29 synonymes (non valides)
- Aira pumila Pursh
- Catabrosa pumila (Pursh) Roem. & Schult.
- Festuca tenuiculmis Tovar
- Ochlopoa annua (L.) H.Scholz
- Ochlopoa annua subsp. notabilis (Chrtek & V.Jirásek) H.Scholz & Valdés
- Ochlopoa annua subsp. pilantha (Ronniger) H.Scholz & Valdés
- Ochlopoa annua subsp. raniglumis (S.E.Fröhner) H.Scholz & Valdés
- Ochlopoa notabilis (Chrtek & V.Jirásek) Tzvelev
- Ochlopoa pilantha (Ronniger) Tzvelev
- Ochlopoa raniglumis (S.E.Fröhner) Bomble
- Poa aestivalis J.Presl
- Poa algida Trin.
- Poa annua var. eriolepis É.Desv.
- Poa annua subsp. mutabilis Chrtek & V.Jirásek
- Poa annua subsp. notabilis Chrtek & V.Jirásek
- Poa annua subsp. ovalis (Tineo) Nyman
- Poa annua var. pilantha Ronniger
- Poa annua f. purpurea Mike L.Grant
- Poa annua var. raniglumis S.E.Fröhner
- Poa annua f. reptans (Hausskn.) T.Koyama
- Poa annua var. rigidiuscula Dewey
- Poa bipollicaris Hochst.
- Poa hansiana Nees
- Poa hohenackeri Trin.
- Poa humilis Lej.
- Poa meyenii Nees & Meyen
- Poa ovalis Tineo
- Poa puberula Steud.
- Poa variegata Haller f.

## Description générale
La tige du pâturin annuel fait de 5 à 30 cm de hauteur ; elle est parfois isolée et souvent cespiteuse (en touffe). 
La feuille commence par une gaine foliaire, lisse, la supérieure est fermée sur 1/3 de sa longueur, le limbe est vert clair à vert foncé, de 2–12 cm de long sur 1–3,5 mm de large, l’apex en pointe de proue aigüe.
L’inflorescence en panicule pyramidale, de 3–10 cm, à rameaux horizontaux ou rabattus, les plus longs portant 3 à 5 épillets ovales, multiflores.
Les épillets sont de couleur blanchâtre, parfois colorés de violacé sur leur moitié extérieure; ils sont constitués de trois à six fleurs hermaphrodites sauf la fleur terminale qui est femelle. Glumes inégales : la glume inférieure est lancéolée, de 1,5–2 mm, la glume supérieure est elliptique, de 2–3 mm.
En France, la plante fleurit toute l'année, de janvier à décembre, dès que les températures se radoucissent.
Le pâturin annuel a un système racinaire ne dépassant pas 5 centimètres de profondeur, ce qui fait de lui un gazon de mauvaise qualité. Pour l'engazonnement, on lui préfère donc généralement le pâturin des prés disposant d'un système racinaire en rhizomes plus résistant aux aléas climatiques.

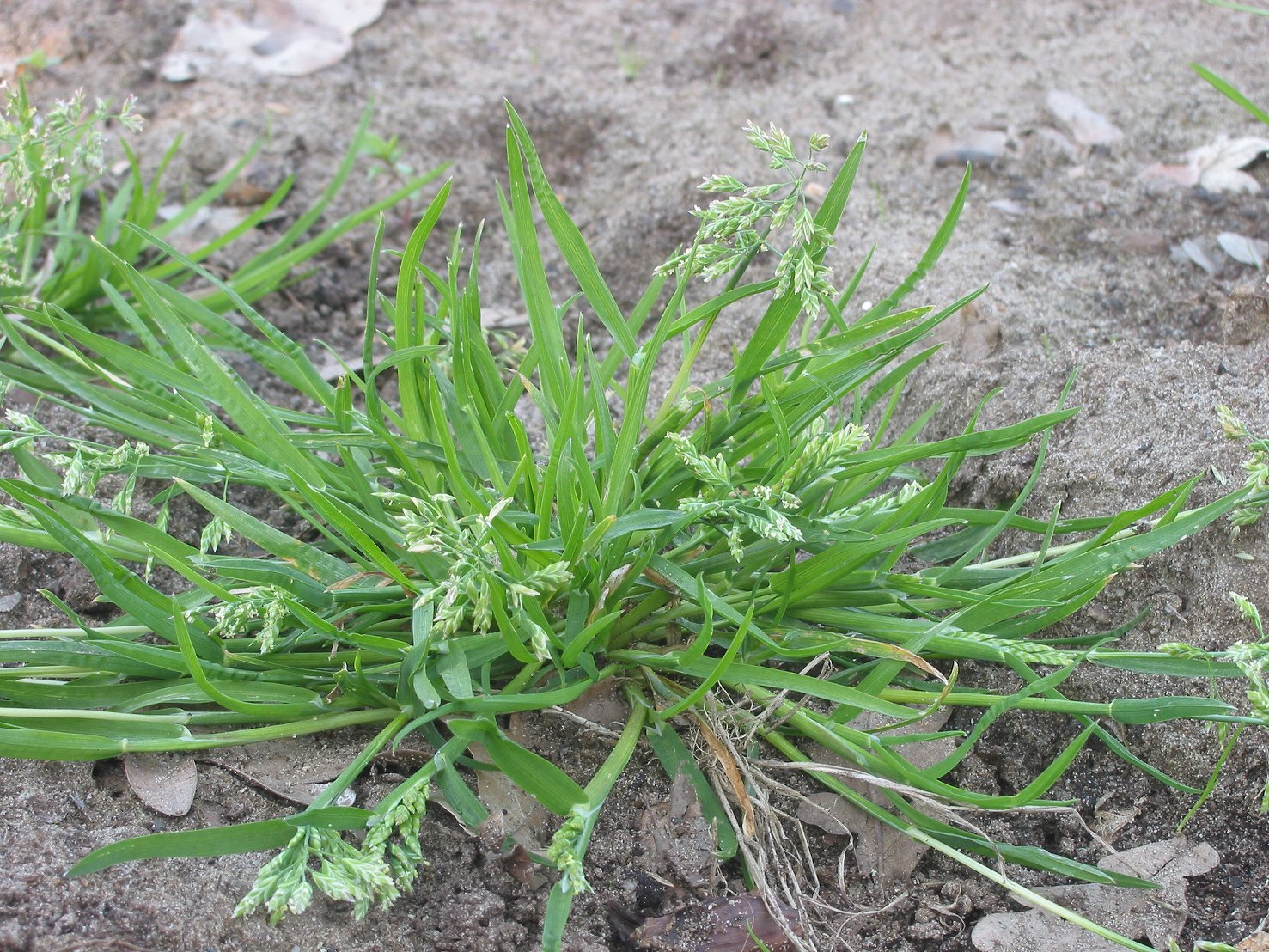
Port en touffe.
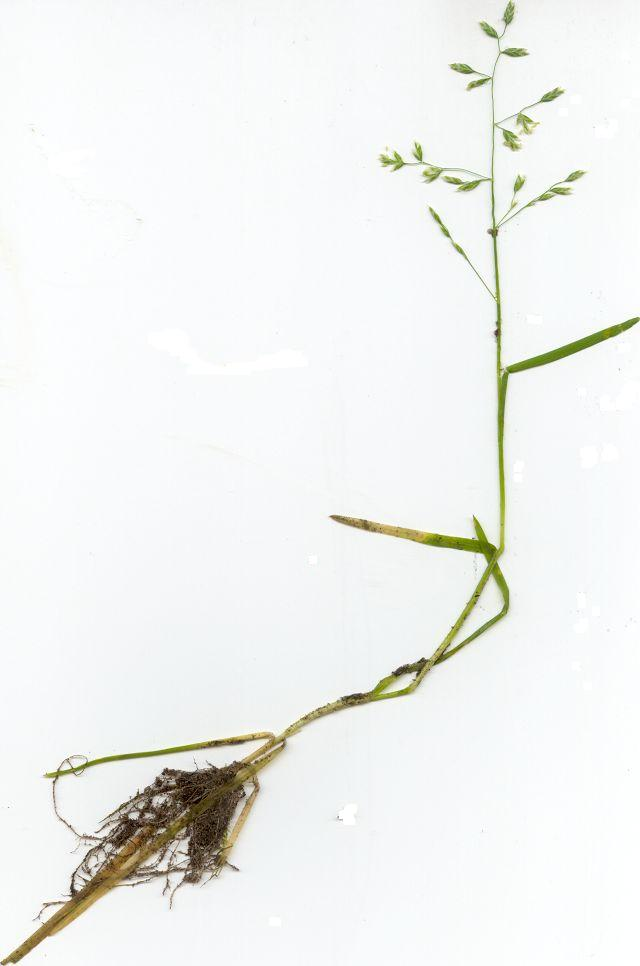
Tige isolée.
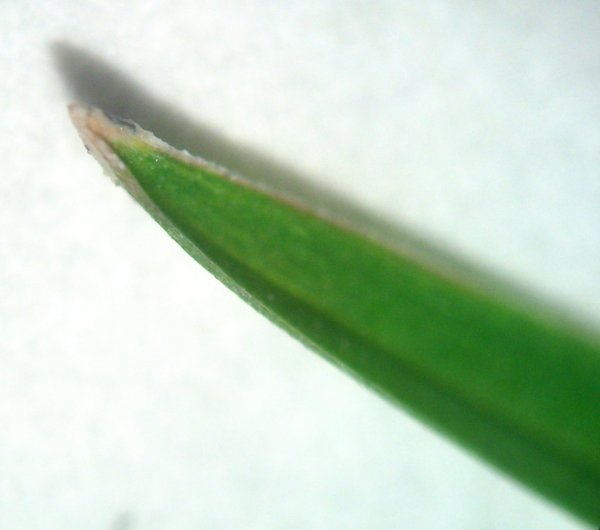
Feuille: apex caréné.
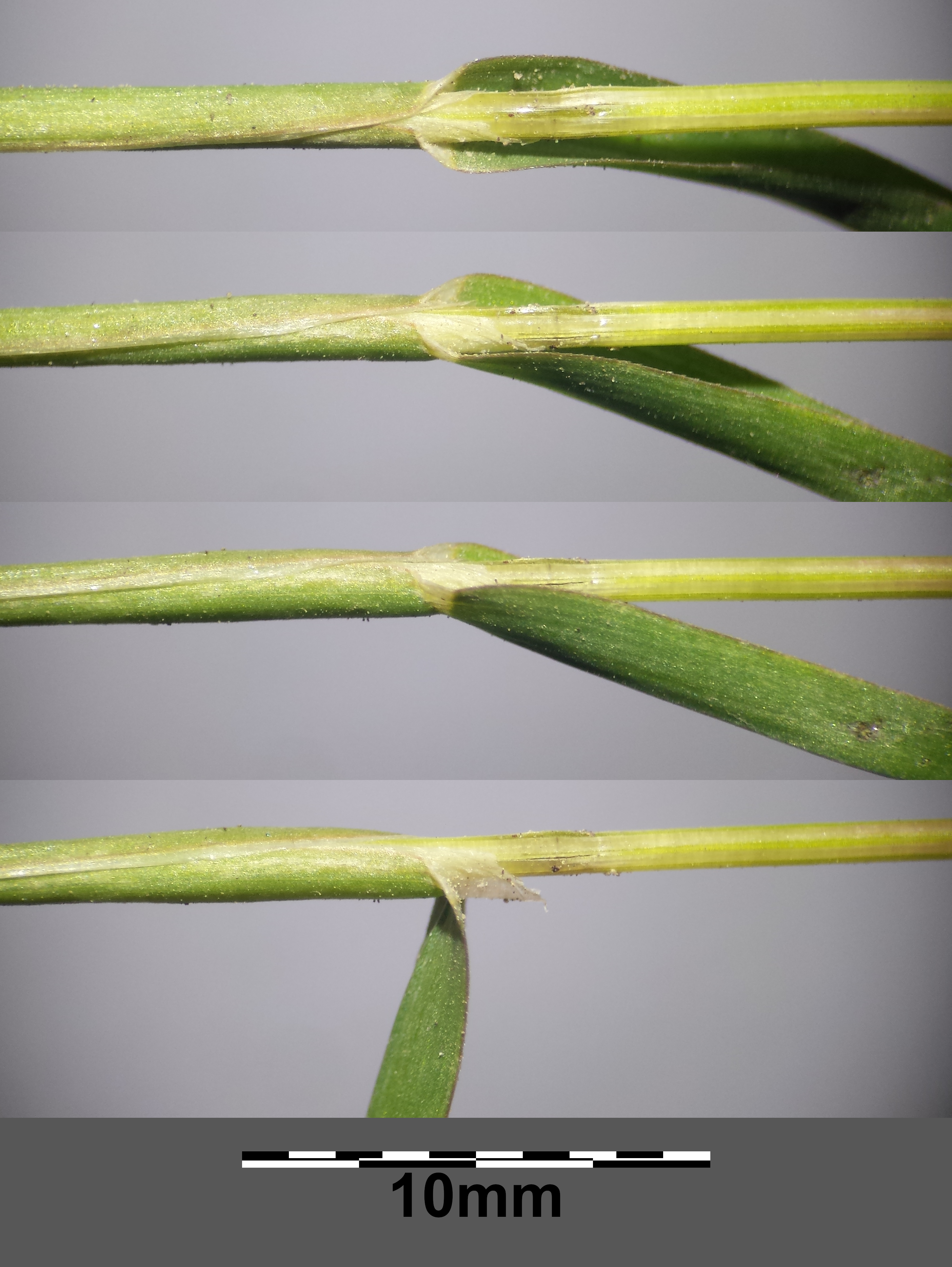
Gaine foliaire, ligule, début du limbe.
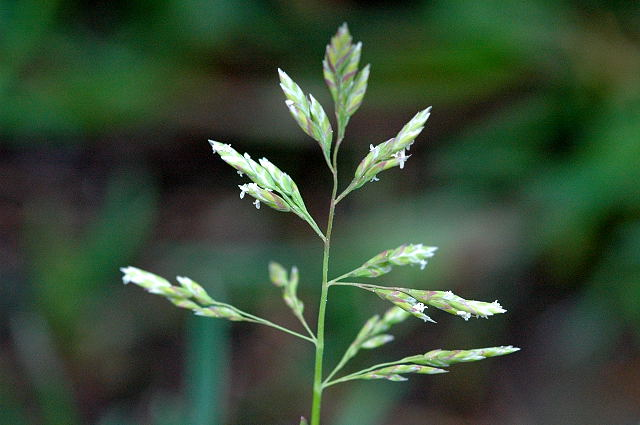
Panicule dressée, lâche.
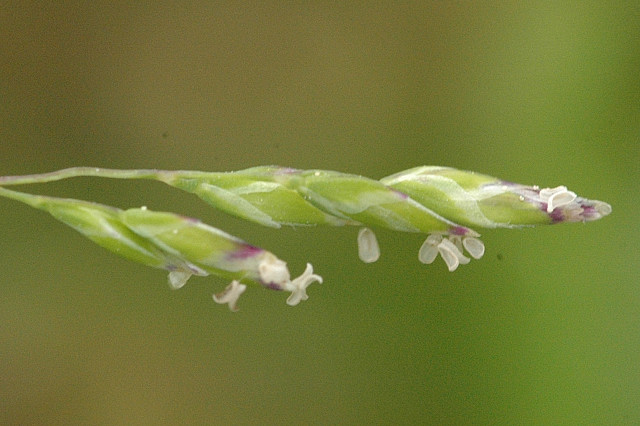
Épillets en fleur, anthères apparentes.

## Distribution
Poa annua est originaire de l’Eurasie (de l’Europe à la Russie orientale, la Chine, l’Inde, le Moyen orient, l’Asie centrale) et de l’Afrique du Nord (du Maroc à l’Égypte), d’Arabie, Éthiopie, Kenya, Rwanda.
Elle a été introduite en Amérique du Nord, en Amérique du Sud (sauf la majorité du Brésil), en Afrique du Sud, Namibie, La Réunion, Indonésie, Australie et même Antarctique.
Cette plante est donc cosmopolite.

## Habitat
En Chine, c’est une adventice des sols perturbés, souvent humides et ombragés ; près du niveau de la mer jusqu'à 4800 m. 
En France, le pâturin annuel produit des graines toute l’année, qui vont lui permettre de s’installer dans les pelouses, les gazons, et au pied des arbres. Sa tolérance au piétinement et à la sécheresse lui permet de s’infiltrer dans tous les interstices urbains, même les plus goudronnés.

## Taxinomie

### Liste des sous-espèces
Selon NCBI (13 juin 2016) :
- sous-espèce Poa annua subsp. pilantha

### Liste des variétés
Selon The Plant List (13 juin 2016) :
- variété Poa annua var. rigidula (Schur) Asch. & Graebn.

### Liste des sous-espèces et variétés
Selon Tropicos (13 juin 2016) (Attention liste brute contenant possiblement des synonymes) :
- sous-espèce Poa annua proles supina (Schrad.) Asch. & Graebn.
- sous-espèce Poa annua subsp. annua
- sous-espèce Poa annua subsp. exilis (Tomm. ex Freyn) Asch. & Graebn.
- sous-espèce Poa annua subsp. notabilis Chrtek & V. Jirásek
- sous-espèce Poa annua subsp. pilantha (Ronniger) H. Scholz
- sous-espèce Poa annua subsp. pratense
- sous-espèce Poa annua subsp. raniglunis (S.E. Fröhner) Chrtek
- sous-espèce Poa annua subsp. varia (Gaudin) Gaudin
- variété Poa annua var. alpigena
- variété Poa annua var. annua
- variété Poa annua var. aquatica Asch.
- variété Poa annua var. eriolepis E. Desv.
- variété Poa annua var. exilis Tomm. ex Freyn
- variété Poa annua var. hypsophila Pilg.
- variété Poa annua var. maroccana Litard.
- variété Poa annua var. minima Schur
- variété Poa annua var. nepalensis Wall. ex Griseb.
- variété Poa annua var. pauciflora Fiek
- variété Poa annua var. picta Beck
- variété Poa annua var. pilantha Ronniger
- variété Poa annua var. racemosa (Schur) Asch. & Graebn.
- variété Poa annua var. raniglumis S.E. Fröhner
- variété Poa annua var. reptans Hausskn.
- variété Poa annua var. rigidiuscula L.H. Dewey
- variété Poa annua var. rigidula (Schur) Asch. & Graebn.
- variété Poa annua var. rivulorum (Maire & Trab.) Litard. & Maire
- variété Poa annua var. sikkimensis Stapf
- variété Poa annua var. stricta Vasey ex Scribn.
- variété Poa annua var. supina (Schrad.) Spenn.
- variété Poa annua var. triflora Schur
- variété Poa annua var. viridis Lej.